# Gand-Wevelgem 1952
La Gand-Wevelgem 1952, quattordicesima edizione della corsa, si svolse il 3 aprile su un percorso di 240 km, con partenza a Gand e arrivo a Wevelgem. Fu vinta dal belga Raymond Impanis della Garin-Wolber davanti ai connazionali Maurice Blomme ed Alois De Hertog.

## Ordine d'arrivo (Top 10)
| Pos. | Corridore            | Squadra            | Tempo    |
| ---- | -------------------- | ------------------ | -------- |
| 1    | Raymond Impanis      | Garin-Wolber       | 6h27'00" |
| 2    | Maurice Blomme       | Bertin             | s.t.     |
| 3    | Alois De Hertog      | Alcyon-Dunlop      | s.t.     |
| 4    | André Rosseel        | Terrot-Wolber      | a 1'38"  |
| 5    | Jacques Marinelli    | Vanoli             | s.t.     |
| 6    | Roger De Corte       | Groene Leeuw       | a 4'05"  |
| 7    | Alois Van Steenkiste | Mercier-Hutchinson | s.t.     |
| 8    | Gilbert Vermote      | Groene Leeuw       | s.t.     |
| 9    | Arthur Mommerency    | Devos Sport        | a 5'23"  |
| 10   | Lode Wouters         | Alcyon-Dunlop      | s.t.     |